# Rally Islas Canarias de 2021
El Rally Islas Canarias de 2021, oficialmente 45.º Rally Islas Canarias, fue la cuadragésimo quinta edición, la octava y última ronda de la temporada 2021 del Campeonato de Europa de Rally y la duodécima de la temporada 2021 del Súper Campeonato de España de Rally. Se celebró del 18 al 20 de noviembre y contó con un itinerario de diecisiete tramos sobre asfalto que sumaban un total de 197,29 km cronometrados.

## Lista de inscritos
| Num.                     | Piloto                   | Copiloto                   | Automóvil              | Equipo                                |
| ------------------------ | ------------------------ | -------------------------- | ---------------------- | ------------------------------------- |
| 1                        | Mikołaj Marczyk          | Szymon Gospodarczyk        | Škoda Fabia Rally2 evo | Orlen Team                            |
| 2                        | Efrén Llarena            | Sara Fernández             | Škoda Fabia Rally2 evo | Rallye Team Spain                     |
| 3                        | Alexey Lukyanuk          | Alexey Arnautov            | Citroën C3 Rally2      | Saintéloc Junior Team                 |
| 4                        | Nil Solans               | Marc Martí                 | Hyundai i20 R5         | Team MRF Tyres                        |
| 5                        | Yoann Bonato             | Benjamin Boulloud          | Citroën C3 Rally2      | CHL Sport Auto                        |
| 6                        | Simone Campedelli        | Tania Canton               | Škoda Fabia Rally2 evo | Team MRF Tyres                        |
| 7                        | Luis Vilariño García     | José Murado González       | Škoda Fabia Rally2 evo | Luis Vilariño García                  |
| 8                        | Iván Ares                | David Vázquez Liste        | Hyundai i20 R5         | Hyundai Motor España                  |
| 9                        | Jan Solans               | Rodrigo Sanjuan de Eusebio | Citroën C3 Rally2      | Citroën Rally Team                    |
| 10                       | Luis Monzón              | José Carlos Déniz          | Škoda Fabia Rally2 evo | Canarias Sport Club                   |
| 11                       | Surhayen Pernía          | Alba Sánchez González      | Hyundai i20 R5         | Hyundai Motor España                  |
| 12                       | Alberto de Thurn y Taxis | Bernhard Ettel             | Škoda Fabia Rally2 evo | BRR Baumschlager Rallye & Racing Team |
| 14                       | Enrique Cruz             | Yeray Mújica Eugenio       | Ford Fiesta Rally2     | Copi Sport                            |
| 15                       | Yeray Lemes              | Rogelio Peñate             | Hyundai i20 N Rally2   | Yeray Lemes                           |
| 16                       | Jarosław Kołtun          | Ireneusz Pleskot           | Ford Fiesta Rally2     | Plon Rally Team                       |
| 17                       | Juan Carlos Alonso       | Juan Pablo Monasterolo     | Škoda Fabia Rally2 evo | Juan Carlos Alonso                    |
| 18                       | Emma Falcón              | Eduardo González Delgado   | Citroën C3 Rally2      | C.D. Todo Sport                       |
| 19                       | Daniel Chwist            | Kamil Heller               | Volkswagen Polo GTI R5 | Rallytechnology                       |
| 21                       | Javier Pardo Siota       | Adrián Pérez Fernández     | Suzuki Swift R4LLY S   | Suzuki Motor Ibérica                  |
| 22                       | Dmitry Feofanov          | Normunds Kokins            | Suzuki Swift R4        | Dmitry Feofanov                       |
| 24                       | Joan Vinyes              | Jordi Mercader             | Suzuki Swift R4LLY S   | Suzuki Motor Ibérica                  |
| 25                       | Tibor Érdi Jr            | Zoltán Csökő               | Škoda Fabia Rally2-Kit | Érdi Team Kft.                        |
| 26                       | Serhii Potiiko           | Ivan Mishyn                | Škoda Fabia Rally2-Kit | Proracing Rally Team                  |
| Fuente: ewrc-results.com |                          |                            |                        |                                       |

## Itinerario
| Día                     | Tramo | Nombre                            | Distancia | Ganador                         | Automóvil                             | Tiempo | Líder           |
| ----------------------- | ----- | --------------------------------- | --------- | ------------------------------- | ------------------------------------- | ------ | --------------- |
| Día 1 (18 de noviembre) | -     | Telde (Shakedown)                 | 2.94 km   | Mikołaj Marczyk                 | Škoda Fabia Rally2 evo                | 1:22.5 | -               |
| Día 2 (19 de noviembre) | SS1   | Valsequillo 1                     | 11.91 km  | Alexey Lukyanuk                 | Citroën C3 Rally2                     | 7:44.6 | Alexey Lukyanuk |
| Día 2 (19 de noviembre) | SS2   | San Mateo - Disa 1                | 13.90 km  | Alexey Lukyanuk                 | Citroën C3 Rally2                     | 8:39.2 | Alexey Lukyanuk |
| Día 2 (19 de noviembre) | SS3   | Tejeda 1                          | 13.68 km  | Alexey Lukyanuk                 | Citroën C3 Rally2                     | 8:02.6 | Alexey Lukyanuk |
| Día 2 (19 de noviembre) | SS4   | Santa Lucía 1                     | 12.94 km  | Alexey Lukyanuk                 | Citroën C3 Rally2                     | 7:35.8 | Alexey Lukyanuk |
| Día 2 (19 de noviembre) | SS5   | Valsequillo 2                     | 11.91 km  | Alexey Lukyanuk                 | Citroën C3 Rally2                     | 7:40.5 | Alexey Lukyanuk |
| Día 2 (19 de noviembre) | SS6   | San Mateo - Disa 2                | 13.90 km  | Alexey Lukyanuk                 | Citroën C3 Rally2                     | 8:32.8 | Alexey Lukyanuk |
| Día 2 (19 de noviembre) | SS7   | Tejeda 2                          | 13.68 km  | Alexey Lukyanuk                 | Citroën C3 Rally2                     | 7:58.5 | Alexey Lukyanuk |
| Día 2 (19 de noviembre) | SS8   | Santa Lucía 2                     | 12.94 km  | Alexey Lukyanuk                 | Citroën C3 Rally2                     | 7:30.9 | Alexey Lukyanuk |
| Día 2 (19 de noviembre) | SS9   | Las Palmas de Gran Canaria - Disa | 1.53 km   | Mikołaj Marczyk Surhayen Pernía | Škoda Fabia Rally2 evo Hyundai i20 R5 | 1:12.9 | Alexey Lukyanuk |
| Día 3 (20 de noviembre) | SS10  | Arucas 1                          | 7.18 km   | Alexey Lukyanuk                 | Citroën C3 Rally2                     | 3:49.2 | Alexey Lukyanuk |
| Día 3 (20 de noviembre) | SS11  | Moya 1                            | 12.96 km  | Alexey Lukyanuk                 | Citroën C3 Rally2                     | 7:59.3 | Alexey Lukyanuk |
| Día 3 (20 de noviembre) | SS12  | Valleseco 1                       | 14.56 km  | Alexey Lukyanuk                 | Citroën C3 Rally2                     | 9:19.5 | Alexey Lukyanuk |
| Día 3 (20 de noviembre) | SS13  | Telde "Tradición del Motor"       | 10.39 km  | Alexey Lukyanuk                 | Citroën C3 Rally2                     | 6:05.1 | Alexey Lukyanuk |
| Día 3 (20 de noviembre) | SS14  | Arucas 2                          | 7.18 km   | Alexey Lukyanuk Nil Solans      | Citroën C3 Rally2 Hyundai i20 R5      | 3:47.2 | Alexey Lukyanuk |
| Día 3 (20 de noviembre) | SS15  | Moya 2                            | 12.96 km  | Alexey Lukyanuk                 | Citroën C3 Rally2                     | 7:52.3 | Alexey Lukyanuk |
| Día 3 (20 de noviembre) | SS16  | Valleseco 2                       | 14.56 km  | Alexey Lukyanuk                 | Citroën C3 Rally2                     | 9:14.0 | Alexey Lukyanuk |
| Día 3 (20 de noviembre) | SS17  | Telde "Ciudad Deportiva"          | 11.11 km  | Alexey Lukyanuk                 | Citroën C3 Rally2                     | 6:26.6 | Alexey Lukyanuk |
| Fuente:ewrc-results.com |       |                                   |           |                                 |                                       |        |                 |

## Clasificación final
| Pos.                     | Piloto                   | Copiloto                   | Automóvil              | Tiempo    | Puntos  |
| General                  | General                  | General                    | General                | General   | General |
| ------------------------ | ------------------------ | -------------------------- | ---------------------- | --------- | ------- |
| 1.                       | Alexey Lukyanuk          | Alexey Arnautov            | Citroën C3 Rally2      | 1:59:41.2 | 30+10   |
| 2.                       | Efrén Llarena            | Sara Fernández             | Škoda Fabia Rally2 evo | +0:52.3   | 24+8    |
| 3.                       | Mikołaj Marczyk          | Szymon Gospodarczyk        | Škoda Fabia Rally2 evo | +0:59.5   | 21+5    |
| 4.                       | Simone Campedelli        | Tania Canton               | Škoda Fabia Rally2 evo | +1:13.9   | 19+3    |
| 5.                       | Enrique Cruz             | Yeray Mújica Eugenio       | Ford Fiesta Rally2     | +1:19.2   | 17+4    |
| 6.                       | Iván Ares                | David Vázquez Liste        | Hyundai i20 R5         | +1:32.6   | 15      |
| 7.                       | Surhayen Pernía          | Alba Sánchez González      | Hyundai i20 R5         | +1:49.0   | 13      |
| 8.                       | Luis Monzón              | José Carlos Déniz          | Škoda Fabia Rally2 evo | +1:52.5   | 11      |
| 9.                       | Jan Solans               | Rodrigo Sanjuan de Eusebio | Citroën C3 Rally2      | +2:21.7   | 9       |
| 10.                      | Yeray Lemes              | Rogelio Peñate             | Hyundai i20 N Rally2   | +2:54.7   | 7       |
| 11.                      | Miguel Ángel Suárez      | Daniel Sosa Ojeda          | Škoda Fabia Rally2 evo | +4:13.1   | [ n 1 ] |
| 12.                      | Alberto de Thurn y Taxis | Bernhard Ettel             | Škoda Fabia Rally2 evo | +4:35.0   | 5       |
| 13.                      | Nil Solans               | Marc Martí                 | Hyundai i20 R5         | +5:27.2   | 4       |
| 14.                      | Luis Vilariño García     | José Murado González       | Škoda Fabia Rally2 evo | +6:44.2   | 3       |
| 15.                      | Juan Carlos Alonso       | Juan Pablo Monasterolo     | Škoda Fabia Rally2 evo | +8:14.4   | 2       |
| 16.                      | Anthony Fotia            | Arnaud Dunand              | Renault Clio Rally4    | +8:40.9   | 1       |
| S-CER                    |                          |                            |                        |           |         |
| 1.                       | Efrén Llarena            | Sara Fernández             | Škoda Fabia Rally2 evo | +0:52.3   |         |
| 2.                       | Enrique Cruz             | Yeray Mújica Eugenio       | Ford Fiesta Rally2     | +1:19.2   |         |
| 3.                       | Iván Ares                | David Vázquez Liste        | Hyundai i20 R5         | +1:32.6   |         |
| Fuente: ewrc-results.com |                          |                            |                        |           |         |

## Clasificaciones tras el rally
| Posición | Piloto            | Puntos | Cambios de posición |
| -------- | ----------------- | ------ | ------------------- |
| 1        | Andreas Mikkelsen | 191    | Sin cambios         |
| 2        | Efrén Llarena     | 153    | Crecimiento         |
| 3        | Mikołaj Marczyk   | 151    | Decrecimiento       |
| 4        | Alexey Lukyanuk   | 135    | Sin cambios         |
| 5        | Norbert Herczig   | 87     | Sin cambios         |

| Posición | Equipo              | Puntos | Cambios de posición |
| -------- | ------------------- | ------ | ------------------- |
| 1        | Toksport WRT        | 411    | Sin cambios         |
| 2        | Rally Team Spain    | 370    | Sin cambios         |
| 3        | Porvoon Autopalvelu | 177    | Crecimiento         |
| 4        | Orlen Team          | 164    | Decrecimiento       |
| 5        | Team MRF Tyres      | 153    | Sin cambios         |